# Parafia św. Mikołaja Biskupa w Pruchniku
Parafia św. Mikołaja Biskupa w Pruchniku – parafia rzymskokatolicka znajdująca się w archidiecezji przemyskiej w dekanacie Pruchnik.

## Historia
Parafia w Pruchniku powstała prawdopodobnie równocześnie z lokacją miasta, w latach 1361–1397, którą ufundował i lokował Pruchnik - Kostko Słonecznikowicz Rozborski z Rozborza. 24 czerwca 1397 roku w dokumencie fundacyjnym kościoła w Patalowicach wzmiankowany jest proboszcz pruchnicki Bernard. 
W 1436 roku został zbudowany kamienny kościół, w stylu gotyckim z fundacji Konstantego Rozborskiego. W 1498 roku miasto i kościół zostały spalone podczas najazdu Wołochów. Po odnowieniu kościoła od strony południowej dobudowano kaplicę Matki Bożej. W 1570 roku Jan Odrowąż Pieniążek sprofanował kościół i zamienił na zbór kalwiński. 
W 1607 roku katolicy odzyskali kościół, a od strony północnej dobudowano kaplicę św. Anny. W 1636 roku kościół i miasto zostały zniszczone podczas pożaru, ale w tym roku ks. Jan Filipowicz odbudował kościół i dobudował wieżę. W 1640 roku Anna Gorajska przy kościele ufundowała kolegium Mansjonarzy. Kościół ponownie był zniszczony w 1657 roku przez najazd Rakoczego i w 1672 roku przez Tatarów. 14 maja  1684 roku bp Jan Dębski, dokonał konsekracji kościoła pw św. Mikołaja. W 1751 roku został utworzony dekanat pruchnicki. W 1770 roku ufundowano ołtarz główny.
Na terenie parafii jest 4420 wiernych (w tym: Pruchnik, Hawłowice).

## Kościoły filialne
- Pruchnik Górny – w sierpniu 1984 roku rozpoczęto budowę kościoła filialnego, według projektu arch. mgr inż. Danuty Chałupskiej i konstruktora mgr inż. Tomasza Michalskiego. 20 sierpnia 1989 roku bp Ignacy Tokarczuk poświęcił kościół pw. Matki Bożej Królowej[4].
- Hawłowice – w 1947 roku dawną cerkiew zaadaptowano na kościół filialny.  W 2007 roku zbudowano nowy kościół filialny.

## Znani duchowni pochodzący z parafii
- bp Mikołaj Próchnicki
- abp Jan Andrzej Próchnicki
- ks. Bronisław Markiewicz
- bp Jerzy Mazur[6]